# Епитафи Танасијевићима на гробљу Врањача у Ртарима
Епитафи Танасијевићима на гробљу Врањача у Ртарима представљају значајна епиграфска и фамилијарна сведочанства преписана са старих надгробних споменика у доњодрагачевском селу Ртари, Oпштина Лучани.
Танасијевићи воде порекло од Танасија (†1839) из старе ртарске породице Јелесијевића. Танасије је имао два сина - Петронија (Петра) и Станка. Петроније није имао мушких потомака, док је Станко са супругом Стаменом имао синове Николу и Витора, који су се по оцу презивали и Станковић.
Никола је имао синове Јована и Живана а Витор синове Миливоја и Радомира, од којих се грана породични родослов.
Данас у Ртарима постоје две куће Танасијевића. Славе стару славу Јелесијевића Стевањдан.
Споменик Витору Танасијевићу (†1880)
ВИТОР Танасијевића
поживи 38 г.
А умре 10 дец. 1880

Споменик Адаму Танасијевићу (†1911)
Овде вене зелени цвет
АДАМ
син Покој. Живана Т. из Ртара
пож. 15 г.
пресели се 1911 г

Споменик Радосави Танасијевић (†1915)
Овде вене зелени цвет
РАДОСАВА
кћи Ленке и Живана Танасијевића из Ртара
поживи 17 г.
А умре 20 априла 1915 год.

Споменик Живану Танасијевићу (†1915)
Овај споменик означава где је сахрањено тело
ЖИВАНА Танасијевића из Ртара
бивши војник III позива
учестовао у свима ратовима
Поживи 56 год
А умре 25 јун. 1915 год.
Спомен подиже му супруга Јеленка
у 1922 год

Споменик Јеленки Танасијевићу (†19??)
Овде почива раб. Бож
ЈЕЛЕНКА
жена покој. Живана Танасијевића из Ртара
пож. … год. А умре … год.

Споменик деци Милеве и Милуна Танасијевића
Овде почивају два младенца покојна
ДЕСАНКА
непрежаљена ћерка
Милеве и Милуна Танасијевића из Ртара
рођена 22.II 1921.год.
Умрла 5-ог јануара 1927.г.
Овде вену два зелена цвета
брат и сестра од малије љета
Деспот син предњих родитеља
рођен 5-ог јануара 1923.г.
Умро 6-ог I 1925 г.
Спомен подигоше отац Милун и мати Милева

Споменик Милинки Танасијевићу (†1931)
МИЛИНКА
Жена Миливоја Танасијевића
поживи 56 г
и умре 1931.
Спомен подиже муж
и син Милун
1931

Споменик Миодрагу Танасијевићу (†1931)
МИОДРАГ
син Миље и Милуна Танасијевића.
Поживи 6 г.
а Умро 1931 г

Споменик Десимиру Танасијевићу (†1938)
ДЕСИМИР
син Милеве и Милуна Танасијевића.
Поживи 15 г
а умро 1938 г
Спомен подижу родитељи
и браћа Станоје и Жарко

Споменик Винки Ђуровљевић (†1940)
Овде почива
ВИНКА
жена Јеремије Ђуровљевића
поживи 67 г.
Умре 1940. г.
Спомен дижу ћерка Милева
и зет Милун
унуци Станоје и Жарко